# Ali-ibn-Sahl-Mausoleum
Das Ali-ibn-Sahl-Mausoleum (persisch آرامگاه علی ابن سهل, DMG Arāmgāh[-e] ʿAlī ibn[-e] Sahl, IPA:ɑɾɑmɡɑh ɛ æli ɛbn ɛ sæhl) ist ein historisches Mausoleum in Isfahan, Iran. Der Mystiker Ali ibn Sahl lebte in der Ära al-Mu'tadid bi-'llah der abbasidischen Kalife. Er hatte eine Tekke und Schule im Norden des Toqtschi-Friedhofs. Er starb 894 (oder 919) in Isfahan und wurde in seiner Tekke begraben.
Das Ali-ibn-Sahl-Mausoleum entwickelte sich zu einer Versammlungsstätte von Mystikern und Derwischen. Zurzeit gehört das Mausoleum den Chakssarie-Derwischen. Es hat einen großen Garten. Das größte Teil des Gartens ist jetzt in Besitz der Organisation für die Wohlfahrt.

## Beschreibung
In der Mitte des kreuzförmigen Baus befindet sich das Grab des Ali ibn Sahl. Der Grabstein ist viereckig mit einer Seitenlänge von 2 Metern und einer Höhe von ungefähr 120 cm. Er ist mit gelben, weißen, blauen und schwarzen Keramikfliesen dekoriert. Die Namen „Ali“ und „Mohammed“ sind auf den Keramikfliesen zu lesen. 
Weitere Grabsteine befinden sich in der Umgebung. Das Mausoleum ist jeden Tag außer donnerstags nachmittags zur Besichtigung geöffnet.